# Пауль Ронцгаймер
Пауль Ронцгаймер (нім. Paul Ronzheimer; *26 липня 1985, Аурих) — німецький журналіст, воєнний репортер і письменник. Заступник головного редактора часопису Bild та ведучій телеканалу Bild TV.
До останнього часу єдиний німецький фронтовий прикомандированний кореспондет в Україні.

## Біографія
Ронцхаймер виріс у Східній Фрісландії. Після закінчення гімназії та проходження стажування в місцевому часописі «Emder Zeitung», він працював там з 2005 року редактором. У 2008 році він вступив до Академії Акселя Шпрінгера і у 2009—2011 ріках працював парламентським кореспондентом Bild у Берліні. З 2012 року він був головним репортером політичного відділу та виступав переважно як репортер із зон війни та криз. Звітував з Греції, України (про війну на Донбасі), Лівії (про повалення Муаммара Каддафі), Туреччини, Сирії (про битву за Кобане), Афганістану та Іраку.
З 2019 року Ронцхаймер працює заступником головного редактора часопису Bild. З серпня 2021 Ронцхаймер також регулярно з'являється на телебаченні як модератор трансляцій телевізійного варіанту Bild-TV.

## Війна в Україні
Пауль Ронцгаймер опинився у ролі військового кореспондента у Києві у лютуму 2022 під час російського вторгнення в Україну. У березні 2022 він взяв ексклюзивні інтерв'ю у президента України Володимира Зеленського, а також у братів Кличко.
Як прикомандирований журналіст Ронцгаймер веде прямі репортажі з України з регіонів, що знаходяться під російським обстрілом або з фронту. 22 червня 2022 року Ронцхаймер та його команда потрапили під обстріл у Лисичанську. Усі учасники залишилися неушкодженими.

## Оцінки
Тижневик «Die Zeit» у травні 2022 назвав Ронцгеймера одним із «найвідоміших у світі військових репортерів». Цього ж року, напередодні вручення Німецької телевізійної премії, багато оглядачів розкритикували той факт, що не зважаючі на великий обсяг репортажів Ронцхаймера та широку хвилю відгуків, його ім'я не потрапило до короткого списку премії.
|  | Жоден репортер був на російсько-українській війні так довго і так близько, як він. Журналіст «Bild» плакав разом з братами Кличко, був на фронті з Зеленським. Питання про те, як завоювати довіру та зберігати необхідну дистанцію. |

## Твори
- Paul Ronzheimer: Sebastian Kurz. Die Biografie. —Verlag Herder, Freiburg/Basel/Wien, 2018, -191 s. ISBN 978-3-451-39977-0

## Відзнаки та нагороди
- 2011 — Медіа-премія імені Герберта Квандта (Herbert Quandt Medien-Preis) за серію статей із п'яти частин «Секретні файли Греції»
- 2016 — премія імені Акселя Шпрінгера за репортаж про подорож чотирьох сирійців через кілька країн до Німеччини під час кризи біженців у 2015 році, яких він супроводжував і передавав у режимі реального часу за допомогою App Periscope.
- листопад 2022 — орден «За заслуги» ІІІ ступеня (Україна)
- 2022 — професійний журнал «Medium Magazin» обрав Ронцгаймера разом з Катрін Айгендорф (ZDF) «Журналістом і журналісткою 2022 року».